# Grenze zwischen Österreich und der Schweiz

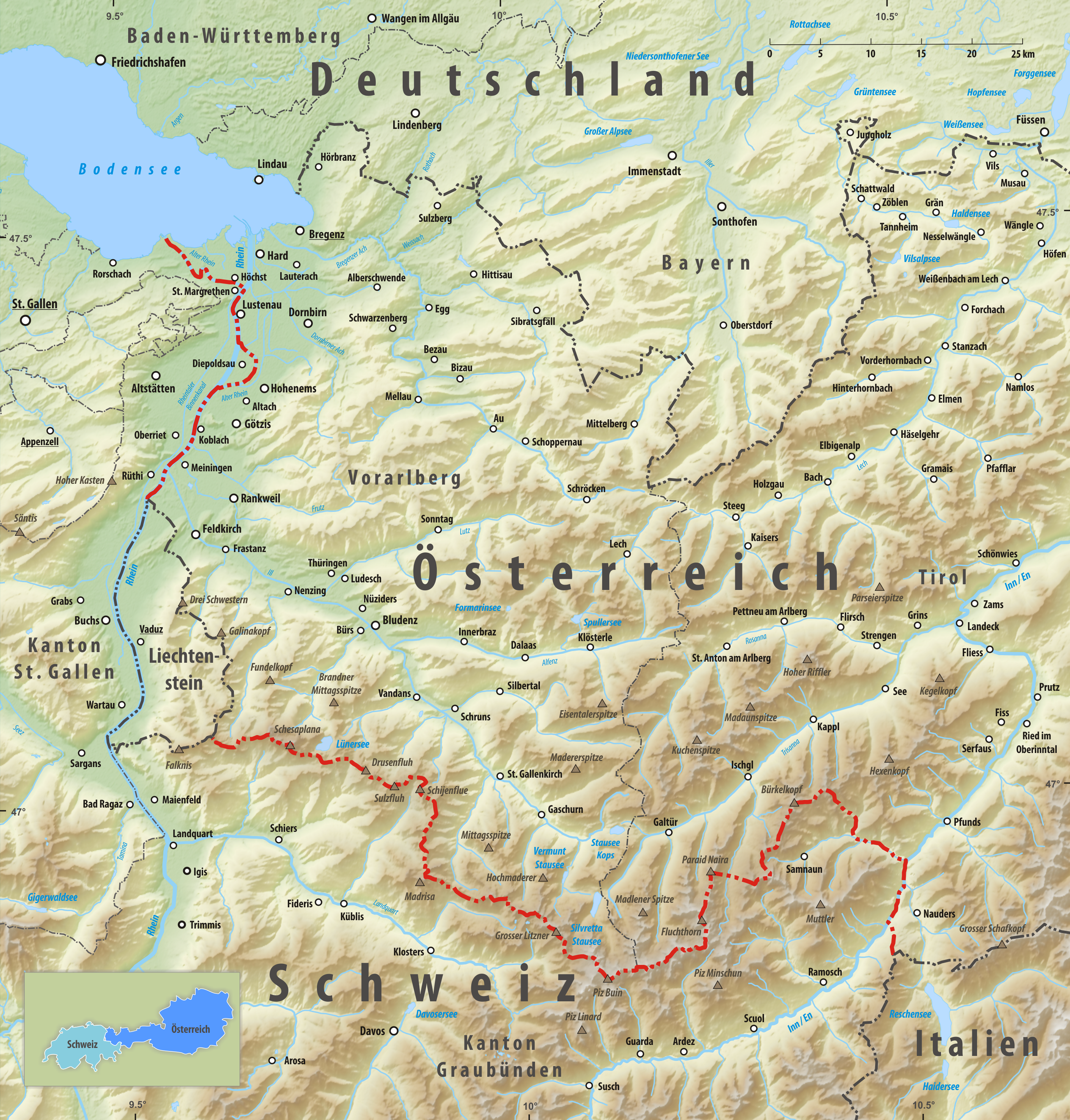
Grenzverlauf Schweiz–Österreich

Die Grenze zwischen Österreich und der Schweiz besteht aus zwei Abschnitten (unterbrochen durch Liechtenstein) und hat eine gesamte Länge von 166 Kilometern (nach Schweizer Angaben 180 Kilometer «inkl. Bodensee»).
Auf österreichischer Seite der Grenze liegen die Länder Vorarlberg und Tirol, auf Schweizer Seite die Kantone St. Gallen und Graubünden. Der Grenzverlauf ist zweigeteilt in jenen Teil, der im Wesentlichen dem Verlauf des Alpenrheins im Rheintal folgt und jenen Teil, der östlich von Liechtenstein durch alpines bis hochalpines Gelände entlang des Rätikons, der Silvretta und Teilen der Samnaungruppe verläuft. Dazwischen liegt das Fürstentum Liechtenstein, das die gemeinsame Staatsgrenze zwischen Österreich und der Schweiz für einige Kilometer unterbricht.
Abgesehen vom Bodensee wurde der aktuelle Grenzverlauf in einem bilateralen Staatsvertrag am 16. September 1972 rechtsverbindlich geregelt. Die Grenze ist Aussengrenze der Europäischen Union.

## Grenzverlauf

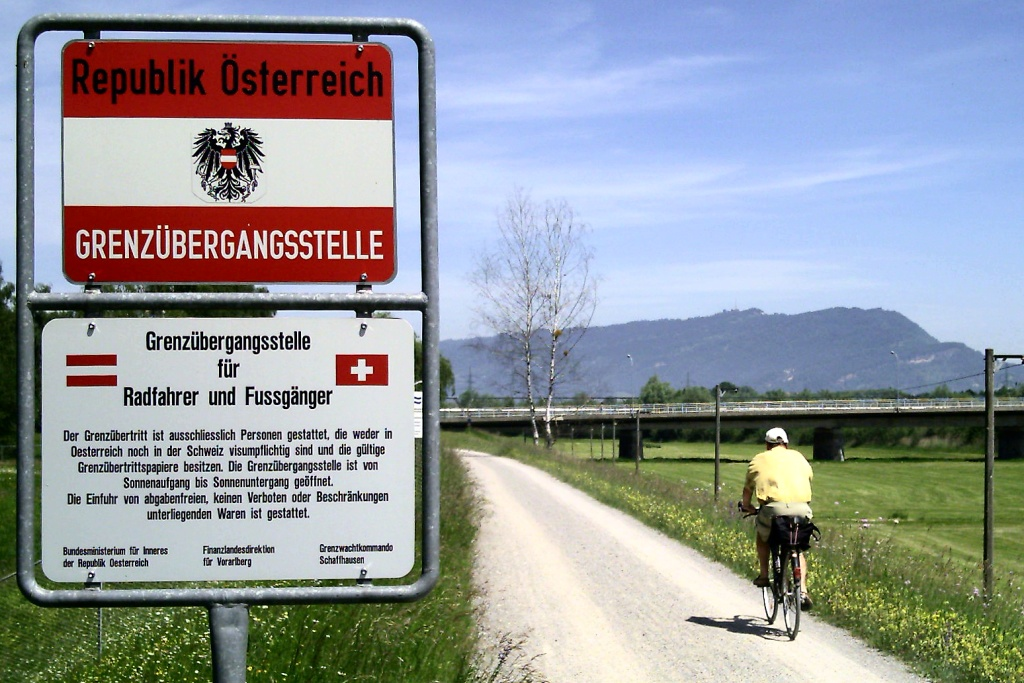
Offene Grenze im Rheintal bei St. Margrethen (CH) / Höchst (A) (2005)

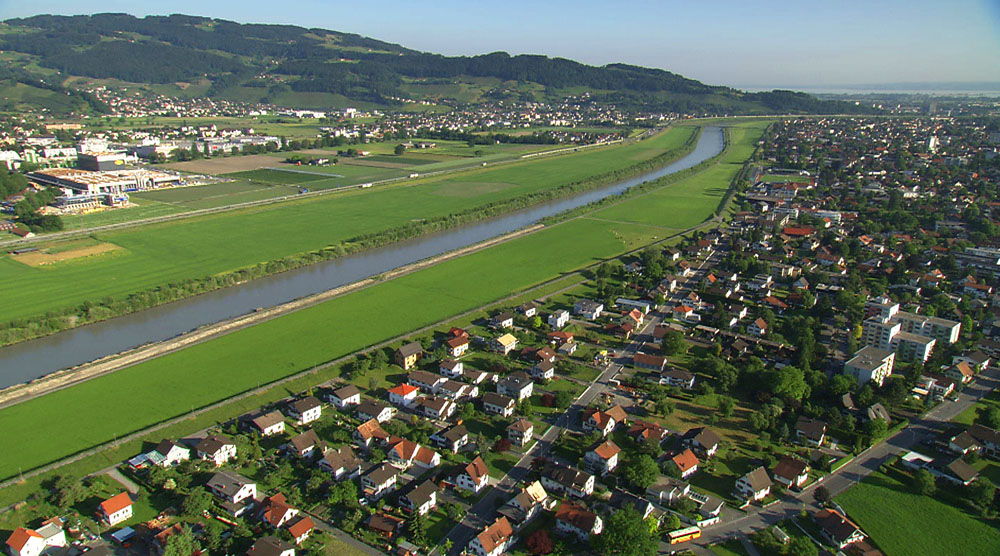
Die Flussmitte des Alpenrheins, hier zwischen Au (CH, im Bild links oben) und Lustenau (A, im Bild rechts unten), bildet über weite Strecken im Rheintal die Staatsgrenze.

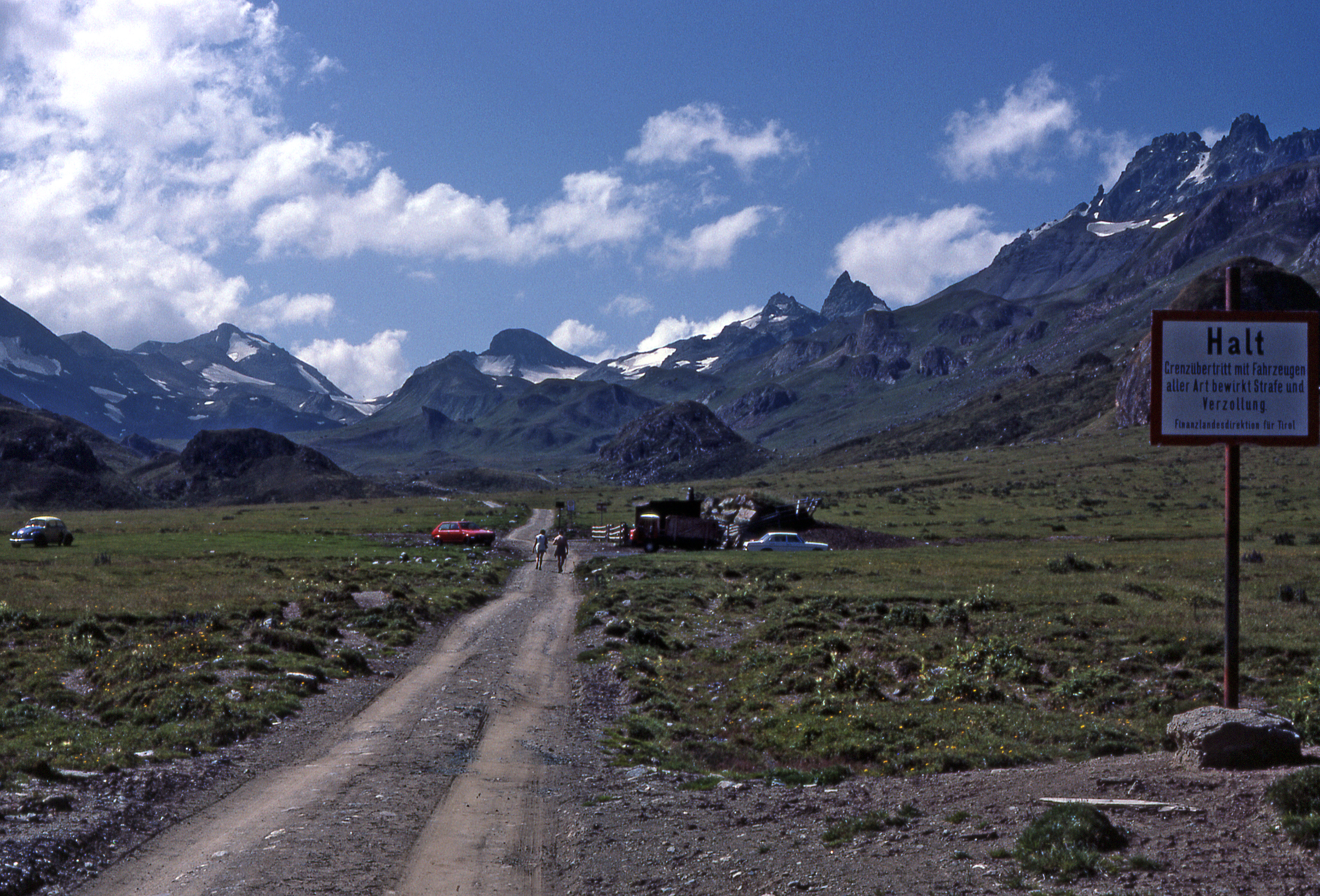
Grenzübergang für Wanderer im hochalpinen Fimbatal. Über dem Schild ragt das Fluchthorn auf.

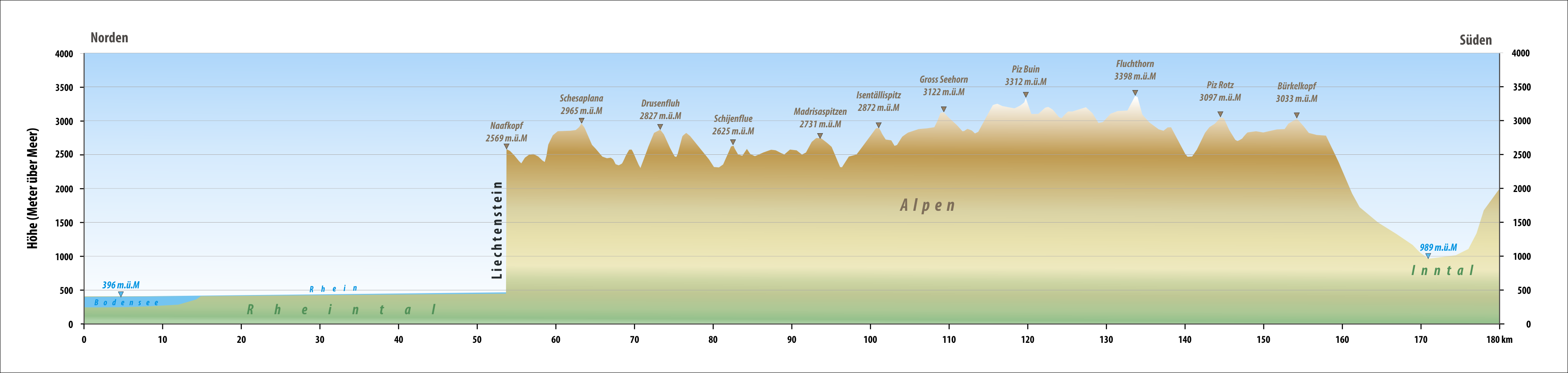
Höhendiagramm des Grenzverlaufs Schweiz–Österreich

Die Grenze beginnt im Norden im Bodensee, wobei hier die exakte Grenzziehung nach wie vor strittig ist. Während die Schweiz davon ausgeht, dass der Obersee des Bodensees im Sinne einer Realteilung den Anrainerstaaten zuzurechnen ist, herrscht in Österreich die Kondominiumstheorie vor, der zufolge das Gebiet des „Hohen Sees“ (also ab einer Seetiefe von mehr 25 Metern) gemeinsam verwaltetes Gebiet aller Anrainerstaaten sei.
Unstrittig ist der Beginn der Grenzziehung am Rande des Bodensees an der Einmündung des Alten Rheins bei Rheineck SG bzw. Gaißau in den Bodensee. Hier bildet die Mitte des Flusses die natürliche Grenze zwischen den beiden Staaten. Bei der Regulierung des Alpenrheins zu Beginn des 20. Jahrhunderts wurde der Alpenrhein im Rheintal zwar begradigt, die ursprüngliche Grenzziehung zwischen Österreich und der Schweiz aber erhalten. Dies hat zur Folge, dass die Gemeinden Gaißau, Höchst und Fußach heute als einzige österreichische Gemeinden westlich des neuen Flusslaufs des Rheins liegen. Beim Bruggerloch im südlichsten Teil des Gemeindegebiets von Höchst wechselt die Grenzziehung in der Folge auf die Flussmitte des (Neuen) Rheins. In diesem Abschnitt bildet der Alpenrhein die Grenze zwischen den Schweizer Gemeinden Au SG und Widnau und der österreichischen Gemeinde Lustenau.
Kurz nach dem Zollamt „Wiesenrain“ wechselt die Grenzziehung abermals auf den Flusslauf des Alten Rheins, der in diesem Teil ein Binnengewässer ist und Diepoldsau zur einzigen Schweizer Gemeinde östlich des neuen Flusslaufs des Alpenrheins im Rheintal macht. Der Alte Rhein und mit ihm die internationale Grenze zieht sich in einem weiten Bogen östlich um Diepoldsau herum. Danach wechselt der Grenzverlauf wieder auf die Flussmitte des (Neuen) Rheins.
Diesem folgt die Grenze bis zum Feldkircher Ortsteil Bangs im Südwesten Vorarlbergs, wo die gemeinsame Grenze Österreichs mit der Schweiz durch das Staatsgebiet des Fürstentums Liechtenstein unterbrochen wird. Dieser Dreiländergrenzpunkt stellt gleichzeitig den westlichsten Grenzpunkt Österreichs und den nördlichsten des Fürstentums Liechtenstein dar. Liechtenstein bildet einen Monolithen zwischen Österreich und der Schweiz, wodurch die Staatsgrenze der beiden Staaten erst wieder am Gipfel des Naafkopfs im Rätikon auf 2571 Meter über Adria (bzw. 2570 Meter über Meer nach schweizerischer Messung) aufeinander treffen. Ab diesem Punkt grenzt auf Schweizer Seite nicht mehr der Kanton St. Gallen, sondern der Kanton Graubünden an Österreich. In der Folge erstreckt sich die Staatsgrenze über den Gebirgskamm des Rätikons und findet ihren Anschluss im Hauptkamm der Silvrettakette, wobei unter anderem der Piz Buin, mit 3312 m ü.A. der höchste Berg Vorarlbergs, einen der Grenzpunkte bildet. Die Überquerung der beiden Gipfel der Dreiländerspitze markiert die innerstaatliche Grenze zwischen den österreichischen Bundesländern Vorarlberg und Tirol. Mit dem 3399 m ü.A. (bzw. 3398 m ü. M.) hohen Fluchthorn überquert die gemeinsame Grenze in der Folge auch den zweithöchsten Gipfel der Silvretta und erreicht dabei den höchsten Punkt der gemeinsamen Staatsgrenze. Danach überquert sie auch einige Gipfel der Samnaungruppe. Zwischen Schalkl, einem Ortsteil der österreichischen Gemeinde Pfunds, und Martina, einem Ortsteil der Schweizer Gemeinde Valsot, verläuft die Staatsgrenze bis Finstermünz zunächst am westlichen Ufer unmittelbar neben der alten Strasse und springt unmittelbar südlich der Brücke von Finstermünz in die Flussmitte des Inn. Im Anschluss daran führt die Staatsgrenze zwischen Tirol und Graubünden auch wenige hundert Meter durch die Sesvennagruppe und erreicht kurz vor dem Gipfel des Piz Lad im Dreiländereck mit Italien ihr Ende.

### Liste der Gemeinden, Kantone und Bundesländer an der Grenze
| S C H W E I Z | S C H W E I Z               | S C H W E I Z       | S C H W E I Z    |                           | Ö S T E R R E I C H | Ö S T E R R E I C H | Ö S T E R R E I C H | Ö S T E R R E I C H |
| Kanton        | Bezirk                      | Gemeinde            | Grenz- übertritt |                           | Grenz- übertritt    | Gemeinde            | Bezirk              | Bundesland          |
| ------------- | --------------------------- | ------------------- | ---------------- | ------------------------- | ------------------- | ------------------- | ------------------- | ------------------- |
| Bodensee      |                             |                     |                  |                           |                     |                     |                     |                     |
| St. Gallen    | Rorschach                   | Thal                |                  | R h e i n                 |                     | Gaißau              | Bregenz             | Vorarlberg          |
| St. Gallen    | Rheintal                    | Rheineck            |                  | R h e i n                 |                     | Gaißau              | Bregenz             | Vorarlberg          |
| St. Gallen    | Rheintal                    | St. Margrethen      |                  | R h e i n                 |                     | Gaißau              | Bregenz             | Vorarlberg          |
| St. Gallen    | Rheintal                    | Höchst              |                  | R h e i n                 |                     |                     | Bregenz             | Vorarlberg          |
| St. Gallen    | Rheintal                    |                     | Lustenau         | R h e i n                 | Dornbirn            |                     |                     | Vorarlberg          |
| St. Gallen    | Rheintal                    | Au                  | Lustenau         | R h e i n                 | Dornbirn            |                     |                     | Vorarlberg          |
| St. Gallen    | Rheintal                    | Widnau              | Lustenau         | R h e i n                 | Dornbirn            |                     |                     | Vorarlberg          |
| St. Gallen    | Rheintal                    | Diepoldsau          | Lustenau         | R h e i n                 | Dornbirn            |                     |                     | Vorarlberg          |
| St. Gallen    | Rheintal                    | Hohenems            |                  | R h e i n                 | Dornbirn            |                     |                     | Vorarlberg          |
| St. Gallen    | Rheintal                    |                     | Altach           | R h e i n                 | Feldkirch           |                     |                     | Vorarlberg          |
| St. Gallen    | Rheintal                    | Oberriet            | Altach           | R h e i n                 | Feldkirch           |                     |                     | Vorarlberg          |
| St. Gallen    | Rheintal                    | Mäder               |                  | R h e i n                 | Feldkirch           |                     |                     | Vorarlberg          |
| St. Gallen    | Rheintal                    | Koblach             |                  | R h e i n                 | Feldkirch           |                     |                     | Vorarlberg          |
| St. Gallen    | Rheintal                    | Meiningen           |                  | R h e i n                 | Feldkirch           |                     |                     | Vorarlberg          |
| St. Gallen    | Rheintal                    | Rüthi               |                  | R h e i n                 | Feldkirch           |                     |                     | Vorarlberg          |
| St. Gallen    | Rheintal                    | Feldkirch           |                  | R h e i n                 | Feldkirch           |                     |                     | Vorarlberg          |
| St. Gallen    | Rheintal                    | Altstätten          |                  | R h e i n                 | Feldkirch           |                     |                     | Vorarlberg          |
| St. Gallen    | Werdenberg                  |                     |                  | L i e c h t e n s t e i n |                     |                     |                     | Vorarlberg          |
| St. Gallen    | Werdenberg                  | Bludenz             |                  | L i e c h t e n s t e i n |                     |                     |                     | Vorarlberg          |
| St. Gallen    | Sarganserland               |                     |                  | L i e c h t e n s t e i n |                     |                     |                     | Vorarlberg          |
| Graubünden    | Landquart                   |                     |                  | L i e c h t e n s t e i n |                     |                     |                     | Vorarlberg          |
| Graubünden    | Landquart                   | Maienfeld           |                  | A l p e n                 |                     | Nenzing             |                     | Vorarlberg          |
| Graubünden    | Prättigau/Davos             | Seewis im Prättigau |                  | A l p e n                 |                     | Nenzing             |                     | Vorarlberg          |
| Graubünden    | Prättigau/Davos             | Seewis im Prättigau | Brand            | A l p e n                 |                     |                     |                     | Vorarlberg          |
| Graubünden    | Prättigau/Davos             | Seewis im Prättigau | Vandans          | A l p e n                 |                     |                     |                     | Vorarlberg          |
| Graubünden    | Prättigau/Davos             | Schiers             |                  | A l p e n                 |                     |                     |                     | Vorarlberg          |
| Graubünden    | Prättigau/Davos             | Tschagguns          |                  | A l p e n                 |                     |                     |                     | Vorarlberg          |
| Graubünden    | Prättigau/Davos             | Luzein              |                  | A l p e n                 |                     |                     |                     | Vorarlberg          |
| Graubünden    | Prättigau/Davos             | St. Gallenkirch     |                  | A l p e n                 |                     |                     |                     | Vorarlberg          |
| Graubünden    | Prättigau/Davos             | Klosters            |                  | A l p e n                 |                     |                     |                     | Vorarlberg          |
| Graubünden    | Prättigau/Davos             | Gaschurn            |                  | A l p e n                 |                     |                     |                     | Vorarlberg          |
| Graubünden    | Engiadina Bassa Val Müstair | Zernez              |                  | A l p e n                 |                     |                     |                     | Vorarlberg          |
| Graubünden    | Engiadina Bassa Val Müstair | Scuol               |                  | Dreiländerspitze          |                     |                     |                     | Vorarlberg          |
| Graubünden    | Engiadina Bassa Val Müstair | Scuol               |                  | Dreiländerspitze          | Galtür              | Landeck             | Tirol               |                     |
| Graubünden    | Engiadina Bassa Val Müstair | Valsot              |                  | Dreiländerspitze          | Galtür              | Landeck             | Tirol               |                     |
| Graubünden    | Engiadina Bassa Val Müstair | Ischgl              |                  | Dreiländerspitze          |                     | Landeck             | Tirol               |                     |
| Graubünden    | Engiadina Bassa Val Müstair | Scuol               |                  | Dreiländerspitze          |                     | Landeck             | Tirol               |                     |
| Graubünden    | Engiadina Bassa Val Müstair | Valsot              |                  | Dreiländerspitze          |                     | Landeck             | Tirol               |                     |
| Graubünden    | Engiadina Bassa Val Müstair | Samnaun             |                  | Dreiländerspitze          |                     | Landeck             | Tirol               |                     |
| Graubünden    | Engiadina Bassa Val Müstair | Kappl               |                  | Dreiländerspitze          |                     | Landeck             | Tirol               |                     |
| Graubünden    | Engiadina Bassa Val Müstair | See                 |                  | Dreiländerspitze          |                     | Landeck             | Tirol               |                     |
| Graubünden    | Engiadina Bassa Val Müstair | Spiss               |                  | Dreiländerspitze          |                     | Landeck             | Tirol               |                     |
| Graubünden    | Engiadina Bassa Val Müstair | Valsot              |                  | Dreiländerspitze          |                     | Landeck             | Tirol               |                     |
| Graubünden    | Engiadina Bassa Val Müstair | Pfunds              |                  | Dreiländerspitze          |                     | Landeck             | Tirol               |                     |
| Graubünden    | Engiadina Bassa Val Müstair | Nauders             |                  | Dreiländerspitze          |                     | Landeck             | Tirol               |                     |
| Italien       |                             |                     |                  |                           |                     |                     |                     |                     |

## Grenzübertritt und Grenzverkehr

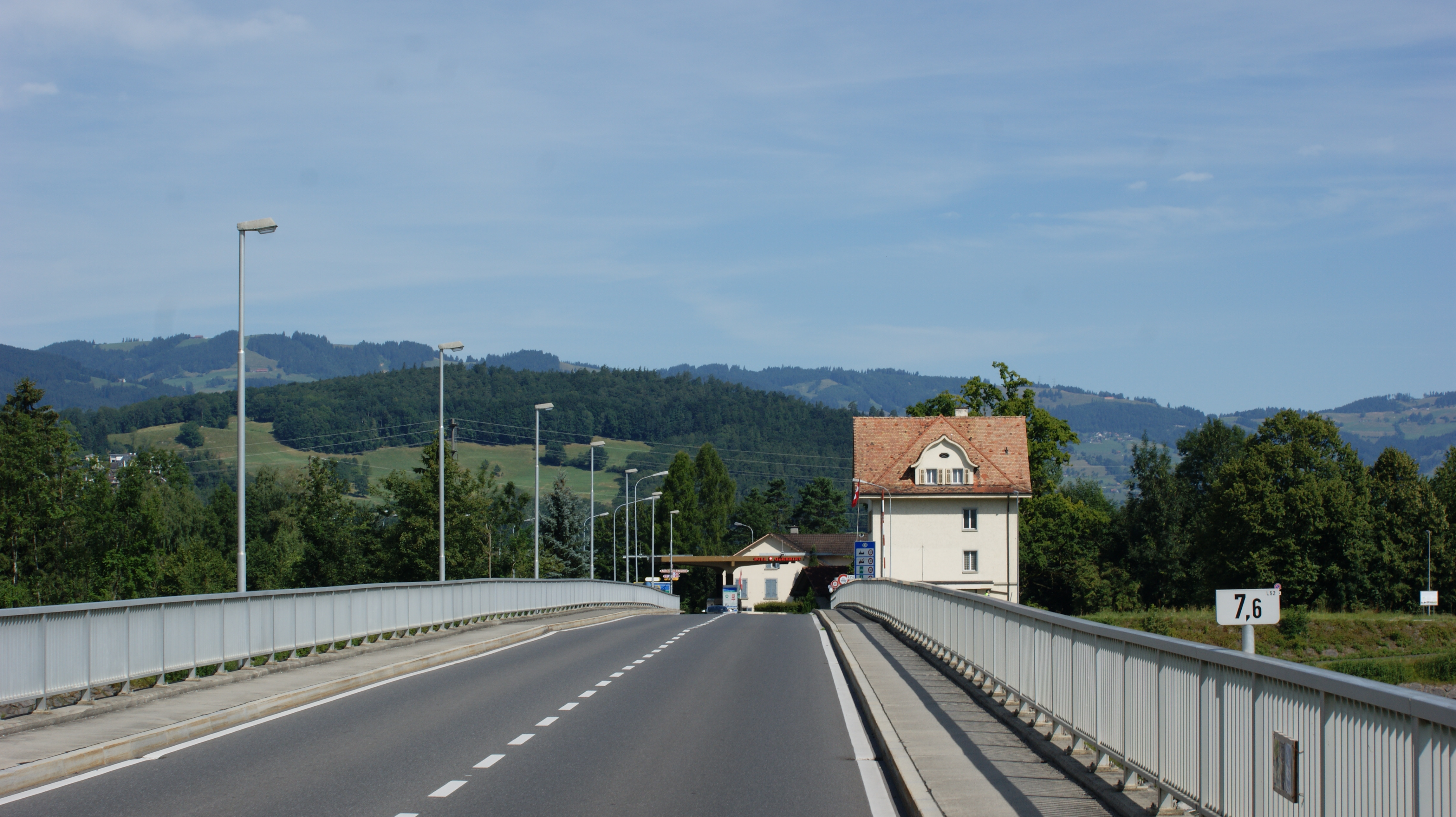
Grenzübergang zwischen Meiningen (A) und Oberriet (CH)

Im Alpenrheintal existieren derzeit zehn direkte Grenzübergänge für den Individualverkehr zwischen der Schweiz und Österreich, wobei alle in Form von Brücken über den (Alten oder Neuen) Rhein bestehen. Der Grenzverlauf südöstlich von Liechtenstein, der sich überwiegend im hochalpinen Gelände befindet, lässt in diesem Bereich einen grenzüberschreitenden motorisierten Individualverkehr nur zwischen den österreichischen Gemeinden Spiss bzw. Pfunds/Nauders und dem schweizerischen Samnaun sowie dem Dorf Martina GR im Unterengadin zu.
Eisenbahnstrecken verbinden die beiden Länder zwischen St. Margrethen und Bregenz sowie zwischen Buchs SG und Feldkirch. Auf beiden verkehren Züge des Fernverkehrs sowie Nahverkehrszüge der S-Bahn Vorarlberg. Allerdings wird dabei nur auf der Bahnstrecke St. Margrethen–Lauterach, die im Halbstunden-Takt von der Linie S3 befahren wird, die Staatsgrenze zwischen Österreich und der Schweiz direkt überquert. Die Bahnstrecke Feldkirch–Buchs, auf der ebenfalls Nah- und Fernverkehrszüge der Österreichischen Bundesbahnen verkehren, wird über liechtensteinisches Staatsgebiet geführt und überquert daher zunächst die Grenze zwischen Österreich und Liechtenstein und danach jene zwischen Liechtenstein und der Schweiz. Zudem existiert die länderübergreifende Dienstbahn der Internationalen Rheinregulierung mit Museumsbetrieb.
Da Österreich seit 1997, die Schweiz seit 2008 und Liechtenstein seit 2011 zum Schengen-Raum gehören, finden grundsätzlich an der Grenze keine regulären Personenkontrollen mehr statt. Hingegen gibt es Zollkontrollen, weil die Schweiz und Liechtenstein nicht Mitglieder der EU sind. Diese Zollkontrollen werden auf österreichischer Seite von der Operativen Zollaufsicht und auf Schweizer Seite (sowie auch im Fürstentum Liechtenstein) vom Grenzwachtkorps vorgenommen. Zu unterschiedlichen Anlässen wurde die Grenzkontrolle dennoch temporär von einer der beiden Seiten (oder auch von beiden Staaten wechselseitig) wieder aufgenommen, so etwa während der Fussball-Europameisterschaft 2008 und während der Coronavirus-Pandemie 2020. In letzterem Fall wurde auch der Flugverkehr zwischen den beiden Ländern eingestellt und kleinere Grenzübergänge gänzlich geschlossen.

## Geschichte

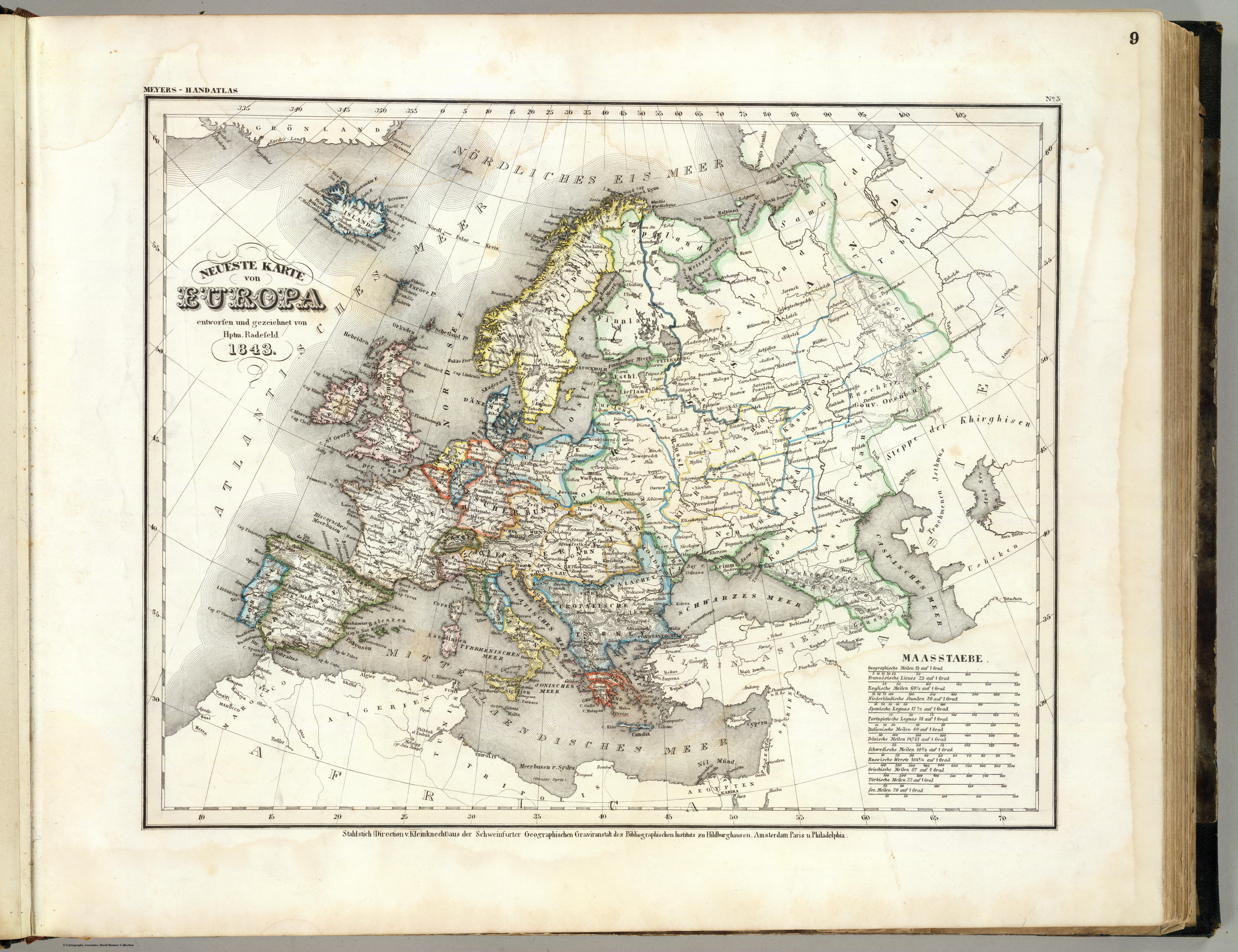
Historische Karte Europas im Jahr 1849

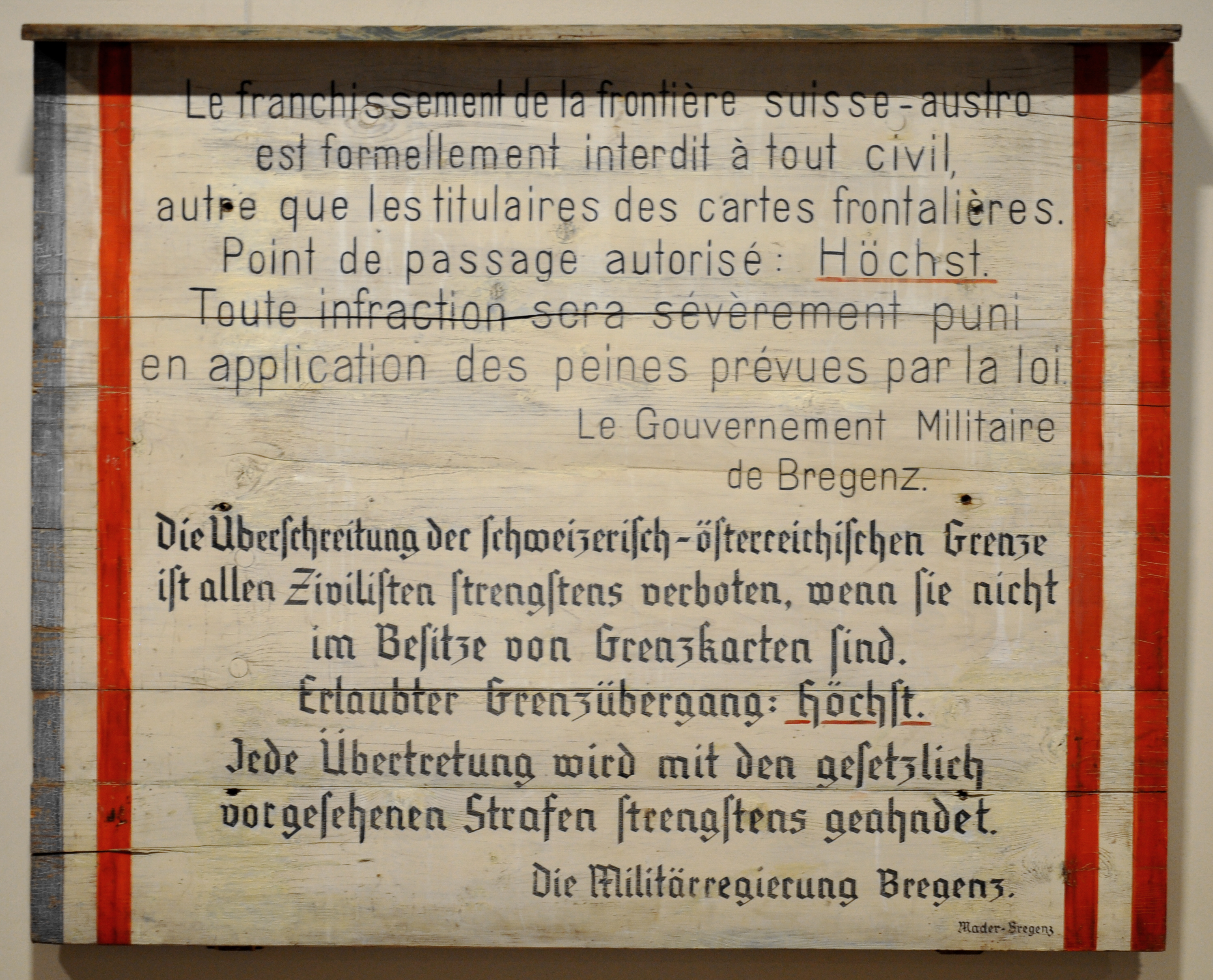
Hinweisschild der französischen Besatzungstruppen nach dem Zweiten Weltkrieg

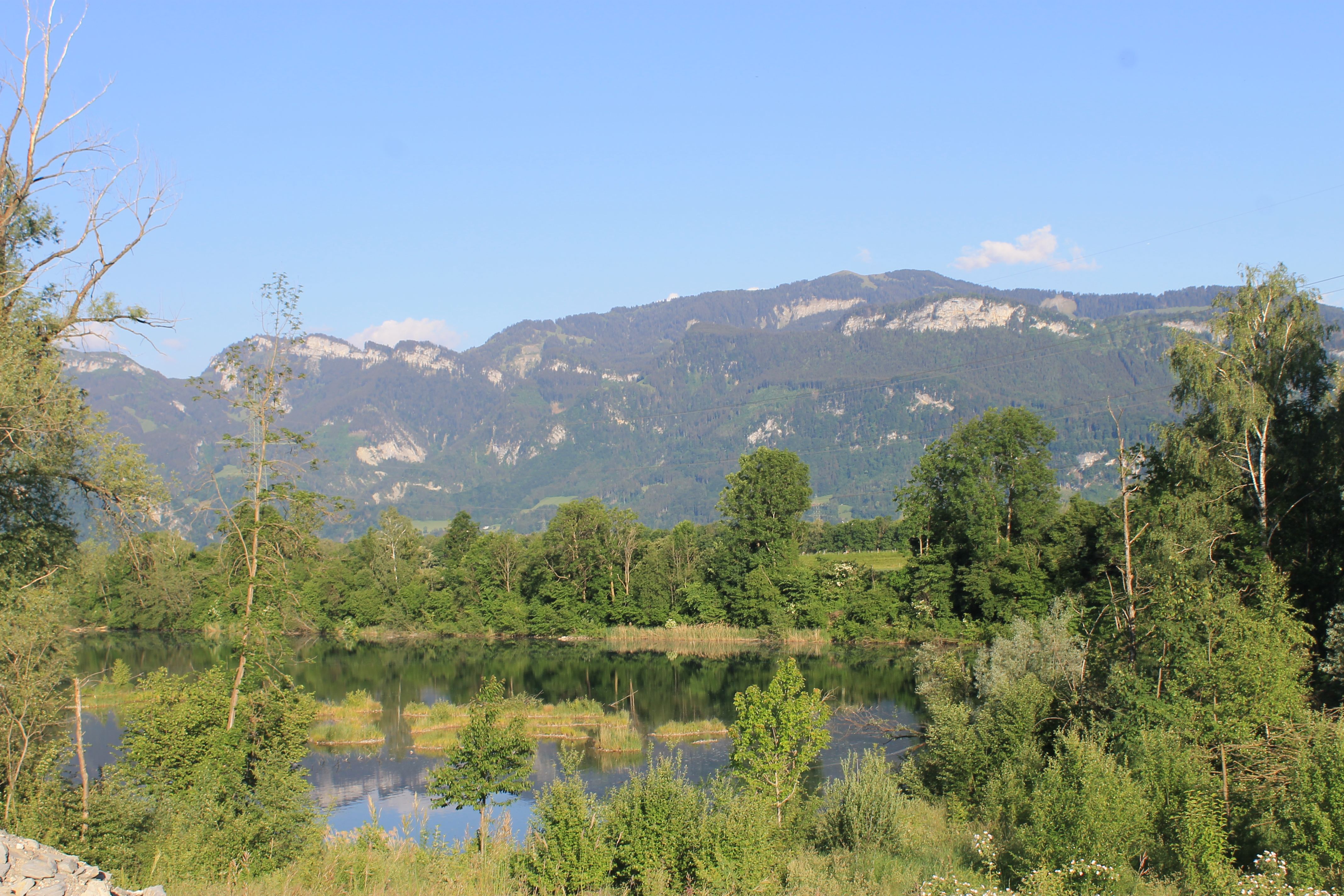
Altrhein bei Diepoldsau. Die Grenze führt entlang der kleinen Schilfinselchen unten im Bild. Über Jahre wurde hier Kies abgebaut. Nur ein kleiner Streifen Landgrenze blieb bestehen.

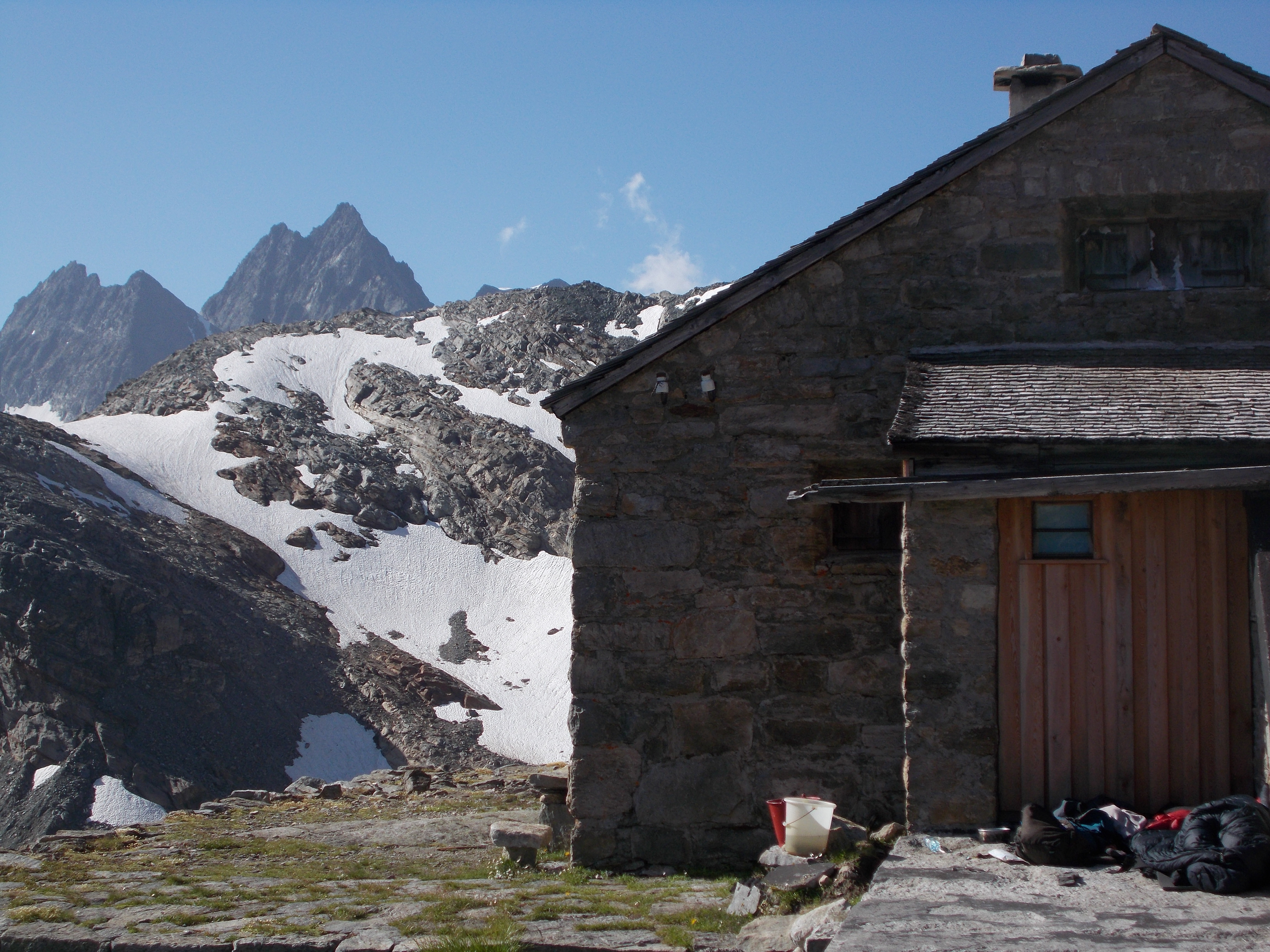
Eine der zahlreichen ehemaligen Zollwachhütten an der Grenze, hier jene in hochalpinem Gelände im Klostertal in der Silvretta. Im Hintergrund das Verstanclahorn.

Ein gemeinsamer Grenzverlauf zwischen den souveränen Staaten Schweiz und Österreich lässt sich erst im 19. Jahrhundert klar festmachen, da zuvor die europäische Staatenlandschaft so zersplittert war, dass eher von Grenzen zwischen Grafschaften und Herrschaftsgebieten als von nationalstaatlichen Grenzen gesprochen werden kann. Diese Grenzen waren zuvor zudem infolge zahlreicher kriegerischer Auseinandersetzungen ständigem Wandel unterworfen. Zum ersten Mal lässt sich eine solche nationalstaatliche Grenze daher mit der Gründung des Kaisertums Österreich am 11. August 1804 festmachen. Im Jahr 1805, in der Folge des Dritten Koalitionskriegs, verlor das Kaisertum Österreich Vorarlberg und Tirol an das Königreich Bayern und seine italischen Herrschaftsgebiete an das Königreich Italien, womit keine gemeinsame Grenze zwischen dem Kaisertum Österreich und der Schweiz mehr bestand. Im Jahr 1815 wurden am Wiener Kongress zur Neuordnung Europas nach den Napoleonischen Kriegen auch die Grenzen der Schweizerischen Eidgenossenschaft sowie des Kaisertums Österreich neu festgelegt. Die gemeinsame Staatsgrenze war zu diesem Zeitpunkt um ein Vielfaches länger als heute, da insbesondere das Staatsgebiet Österreichs wieder deutlich umfangreicher war. So gehörten die an die Schweiz angrenzenden Gebiete Südtirol sowie das Königreich Lombardo-Venetien zu diesem Zeitpunkt zum Kaisertum Österreich, womit sich die gemeinsame Grenze deutlich weiter nach Süden erstreckte als dies heute der Fall ist. Auch Vorarlberg und Tirol gehörten ab dem Wiener Kongress wieder zu Österreich. Das Tessin grenzte völlig an das österreichische Königreich Lombardo-Venetien.
Dieser Zustand änderte sich im Jahr 1859, als Österreich im Sardinischen Krieg das Königreich Lombardei an Frankreich bzw. Sizilien verlor. Ab diesem Gebietsverlust beschränkte sich die gemeinsame Staatsgrenze Österreich-Ungarns mit der Schweiz auf die heutige Grenze Südtirols und die heute bestehende Staatsgrenze. 1868 wurde der jahrhundertelange Grenzstreit um den Novellaberg im Unterengadin beigelegt.
Erstmals vertraglich fest verankert und geografisch exakt vermessen wurde die Staatsgrenze jedoch erst bei der gemeinsamen Rheinregulierung. Hierbei wurde die Grenzziehung insbesondere im Rheintal festgelegt, wobei diese sich in der Flussmitte des ursprünglichen Flusslaufs des Rheins befinden sollte. Protokollarisch genehmigt wurde dieser Staatsvertrag über die gemeinsamen Grenzen am 14. bzw. 17. Mai 1909. Im ursprünglichen Staatsvertrag zur Rheinregulierung von 1892 war zwar ebenfalls bereits festgelegt worden, dass die Grenze sich in der Flussmitte des Alten Rheins befinden sollte, jedoch war ebenfalls angedacht, die Grenze im Bereich des Fußacher Durchstichs in die Flussmitte des neuen Rheins zu verlegen. Dies hätte jedoch zur Konsequenz gehabt, dass die österreichischen Gemeinden Gaißau, Höchst und Fußach an die Schweiz gefallen wären.
Nachdem im Jahr 1923 auch der Diepoldsauer Durchstich fertiggestellt worden war, ergab sich die Notwendigkeit, auch in diesem Bereich eine Grenzziehung zu fixieren. Zu diesem Zweck wurde eine gemeinsame Grenzfeststellungskommission aus Vertretern beider Länder gegründet, deren Feststellungen letztlich in einem Protokoll vom 5. November 1935 mündeten.
Nach dem Ersten Weltkrieg verlor die nun neu gegründete Republik Österreich auch Südtirol als Teil ihres Staatsgebiets und die Staatsgrenze ging 1918 auf den heute noch bestehenden Grenzverlauf über. Gröbere Änderungen erfuhr der Verlauf der gemeinsamen Grenze in der Folge nicht mehr. Da nach dem „Anschlusses Österreichs“ an das Deutsche Reich im März 1938 der souveräne Staat Österreich zu existieren aufgehört hatte, wurde die bisherige Staatsgrenze zwischen Österreich und der Schweiz von 1938 bis 1945 Teil der Staatsgrenze zwischen dem nationalsozialistischen Deutschen Reich und der Schweiz. Erst mit der Befreiung Österreichs von den Nationalsozialisten und der Wiedererrichtung der freien Republik im Jahr 1945 lebte auch die gemeinsame österreichische Staatsgrenze mit der Schweiz wieder auf. Im Jahr 1954 kam es aufgrund eines neuerlichen Staatsvertrags zwischen der Republik Österreich und der Schweizerischen Eidgenossenschaft im Bereich des Alpenrheins erneut zu einer Regulierung, die eine Verengung des Mittelgerinnes auf die österreichische Seite vorsah. Aufgrund dessen rückte die in der Flussmitte befindliche Staatsgrenze einige Meter nach Osten, also auf die österreichische Seite, wodurch die Schweiz 9,7 Hektar an Gebietszuwächsen verzeichnen konnte. Um diesen Gebietszuwachs auszugleichen, erhielt Österreich in der gleichen Fläche Gebiete am oberen und unteren Ende des Diepoldsauer Durchstichs zugesprochen, womit in diesem Bereich die Grenze kleinere Abweichungen von der Normallinie innerhalb des Flussbetts aufweist.
In den 1960er-Jahren wurde die Staatsgrenze im Bereich des Alpenrheins erneut von einer gemeinsamen Grenzkommission festgesetzt, was letztlich in den Staatsvertrag vom 16. September 1972 über den Verlauf der gemeinsamen Staatsgrenze mündete.